# Rokycany (nádraží)
Rokycany jsou železniční stanice v centrální části okresního města Rokycany ve Plzeňském kraji nedaleko řeky Klabavy. Leží na trati Praha–Plzeň (elektrizovaná soustavou 25 kV, 50 Hz AC) a jednokolejné neelektrizované trati Rokycany–Nezvěstice. V těsné blízkosti budovy je umístěno městské autobusové nádraží. Ve městě se dále nachází železniční zastávka Rokycany předměstí.

## Historie
Stanice byla vybudována jakožto součást České západní dráhy (BWB) spojující Bavorsko, Plzeň a nádraží na Smíchově (Praha-Západní nádraží), podle typizovaného stavebního návrhu. 14. října 1861 byl zprovozněn úsek trasy z České Kubice na provizorní nádraží ve Skvrňanech u Plzně (železniční most přes Radbuzu byl dokončen se zbytkem trati až následujícího roku), 14. července 1862 byla s místním nádražím slavnostně otevřena zbývající trasa do Prahy. Ve stanici vyrostla též lokomotivní vodárna.
27. května 1869 otevřela důlní společnost Mirošovské kamenouhelné těžařstvo nákladní železniční vlečku do Mirošova, osobní doprava zde byla zavedena roku 1883. Oba typy dopravy zajišťovala BWB. K prodloužení dráhy do Nezvěstic společností České obchodní dráhy a její napojení na železnici Dráhy císaře Františka Josefa (KFJB) spojující Vídeň, České Budějovice a Plzeň došlo 1. srpna 1882, osobní vlaky začaly trať obsluhovat až roku 1889. BWB byla zestátněna v roce 1894, BCB roku 1909 poté stanici obsluhovaly Císařsko-královské státní dráhy (kkStB), po roce 1918 pak správu přebraly Československé státní dráhy.
Z důvodu nutnosti zvýšení přepravní kapacity stanice bylo koncem 20. let 20. století rozhodnuto o posunu areálu nádraží západním směrem blíže k centru města a tedy i o stavbě nové výpravní budovy (stará nebyla zbořena). Stavbu vyprojektovalo Ředitelství státních drah a provedly stavební firmy dr. J. Pštrose z Prahy a Štěpána Wolfa z Rokycan. Funkcionalistická budova byla slavnostně otevřena 21. května 1931, trať procházející stanicí byla tehdy zdvojkolejněna. Další stavební úpravy proběhly ve 2. polovině 20. století, a dále roku 2013.
Elektrický provoz byl ve stanici zahájen 5. června 1987.

## Popis
Stanicí prochází Třetí železniční koridor, vede tudy dvoukolejná trať. V roce 2011 byla dokončena úprava nádraží na koridorové parametry: nacházejí se zde dvě vyvýšená krytá ostrovní nástupiště s podchodem, elektronickým informačním systémem a výtahy pro bezbariérový přístup, a jedno nástupiště vnější jednostranné. Expresní spoje mohou stanicí projíždět rychlostí až 160 km/h, je zde instalováno staniční zabezpečovací zařízení ESA 11, které je dálkově řízeno z Centrálního dispečerského pracoviště Praha. Roku 2013 byla dokončena oprava a rekonstrukce staniční budovy a celého kolejiště. Podchodem je možné podejít kolejiště směrem do jižní části města.